# Wana al-Qis
Wana al-Qis, arabisch ونا القس, ist eine Kleinstadt im Gouvernement Bani Suwaif in Ägypten. In der Stadt leben auf dichtem Raum 25.000 Menschen (Stand 2015).

## Persönlichkeiten der Stadt
- Samia Gamal (1924–1994), ägyptische Filmschauspielerin und Bauchtänzerin